# Zwischen allen Stühlen (2012)
Zwischen allen Stühlen ist ein französisches Filmdrama von Pascal Bonitzer aus dem Jahr 2012.

## Handlung
Theaterregisseurin Iva Delusi bittet ihren langjährigen Lebensgefährten, den Dozenten für asiatische Kultur Damien Hauer, um einen Gefallen: Er soll sich bei seinem Vater für die junge Zorica einsetzten. Zorica kommt vom Balkan und ist eine Freundin von Ivas Schwägerin Véra. Sie hält sich seit einiger Zeit illegal in Frankreich auf und fürchtet nun die Abschiebung. Damiens Vater, der einflussreiche Richter und Präsident des Conseil d’État Sébastien Hauer, soll seinen Kontaktmann Henri Hortense ansprechen, der bisher derartige Fälle sicher zugunsten der Flüchtlinge lösen konnte. Damien hat ein angespanntes Verhältnis zu seinem Vater und scheut sich, ihn um Hilfe zu bitten. Auf Drängen von Iva verabredet er sich zum Essen mit Sébastien, das jedoch aufgrund von Arbeitsüberlastung ausfällt. Beim kurzen Treffen kommt Damien nicht dazu, seinem Vater vom Fall zu berichten. Vor Iva und vor allem vor Véra und Ivas Bruder Marco schafft es Damien nicht, von wirklichen Verlauf des Gesprächs zu berichten. Alle denken, der Fall werde von Sébastien weiterverfolgt. Ein späteres Essen mit seinem Vater wird durch Sébastiens Geständnis, dass er mit Männern geschlafen habe und sich seine Sexualität nicht vom Schubladendenken der Gesellschaft vorschreiben lasse, unterbrochen. Damien kann zwar den Fall Zorica kurz anschneiden, jedoch nicht zu seinem eigentlichen Anliegen kommen.
Damiens Privatleben beginnt auseinanderzufallen. Er erkennt, dass Iva eine Affäre mit einem Schauspieler hat und wirft sie aus der gemeinsamen Wohnung. Dies führt dazu, dass er sich nun allein um seinen frühpubertären Sohn Noé kümmern muss, der unter dem schlechten Verhältnis der Eltern leidet und aufsässig wird. Damien lernt unterdessen die junge Kellnerin und Buchhändlerin Aurore kennen, für die er bald mehr empfindet. Im Gespräch mit ihr wird ihm klar, dass sie in Wirklichkeit Zorica ist. Er gesteht ihr, dass er es nicht geschafft habe, seinen Vater zu kontaktieren. Sie geht enttäuscht und taucht unter; Iva und Marco wenden sich von ihm ab. Nun erst widmet sich Damien dem Fall mit Nachdruck. Er bittet seinen Vater um Hilfe, doch macht dieser ihm klar, dass er den Fall wegen Aussichtslosigkeit nicht an Henri Hortense weitergeben wird. Hortense hat in der Vergangenheit zu viele derartige Fälle bearbeitet und sich nach einer Weile allen Neufällen gegenüber verweigert. Damien organisiert auf eigene Faust eine Unterredung mit Hortense, der ihn jedoch aus der Wohnung wirft, als er das wahre Anliegen des Besuches erfährt. Aurore wartet auf Damien. Sie gesteht ihm, dass sie eine Entscheidung gefällt hat: Sie will mit Damiens Freund Lobatch nach Indien gehen und schwanger werden. Lobatch ist, wie Damien weiß, emotional instabil und hat erst vor Kurzem versucht, sich das Leben zu nehmen. Damien versucht vergeblich, Aurore zu warnen. Er gesteht ihr, dass er sie geschwängert hätte, wenn sie es gewollt hätte.
Einen Monat später hat Iva sich von ihrem Liebhaber getrennt und eine neue Affäre begonnen. Damien fasst Mut und macht seinem Vater deutlich, wie sehr er ihn verachtet. Er sieht kurz darauf Aurore, die nicht nach Indien gegangen ist. Er folgt ihr zu ihrer geliebten Zieh-Großmutter. Beide beginnen ein Gespräch und er deutet an, dass es eine Lösung für ihr Aufenthaltsproblem gebe.

## Produktion
Zwischen allen Stühlen hat Bezüge zu mehreren literarischen Vorlagen, darunter Raymond Queneaus Roman Odile sowie Werke der russischen Literatur. Agnès de Sacys Vater, Alain de Sacy, ist ein großer Kenner der asiatischen Kultur. Sein Artikel Les yeux vers le ciel ou comment travailler avec les Asiatiques fand Eingang in den Film und wurde für Damiens Ausführungen als Asienexperte verwendet. Der Film wurde mit einem Budget von rund 6,5 Millionen Euro vor allem in Paris gedreht. Unter anderem dienten das Café Chez Casimir in der Rue Bossuet und das Palais Royal mit umgebenden Plätzen und Straßen als Drehort. Die Kostüme schuf Marielle Robaut, die Filmbauten stammen von Emmanuel de Chauvigny.
Der Film wurde Anfang September 2012 im Rahmen der Internationalen Filmfestspiele von Venedig 2012 außerhalb des Wettbewerbs gezeigt. Er lief am 5. September 2012 in den französischen Kinos an, wo er von rund 509.000 Zuschauern gesehen wurde. In der Romandie kam der Film am 12. September 2012 in die Kinos. In Deutschland war Cherchez Hortense unter dem Titel Zwischen allen Stühlen erstmals am 1. April 2015 auf dem Sender arte zu sehen.

## Synchronisation
Die deutschsprachige Synchronisation entstand bei der TaunusFilm Synchron in Berlin nach einem Dialogbuch von Beate Klöckner, die auch die Synchronregie übernahm.
| Rolle           | Darsteller           | Synchronsprecher  |
| --------------- | -------------------- | ----------------- |
| Damien Hauer    | Jean-Pierre Bacri    | Axel Lutter       |
| Iva Delusi      | Kristin Scott Thomas | Traudel Haas      |
| Aurore          | Isabelle Carré       | Anna Grisebach    |
| Noé Hauer       | Marin Orcand Tourrès | Arne Kapfer       |
| Sébastien Hauer | Claude Rich          | Bert Franzke      |
| Antoine         | Arthur Igual         | Tim Knauer        |
| Lobatch         | Jackie Berroyer      | Erich Ludwig      |
| Campuche        | Jérôme Beaujour      | Helmut Gauß       |
| Henri Hortense  | Philippe Duclos      | Bodo Wolf         |
| Kevadian        | Benoît Jacquot       | Stefan Staudinger |
| Satoshi         | Masahiro Kashiwagi   | Yusuke Yamasaki   |
| Véra            | Iliana Lolitch       | Amela Herceg      |
| Marco           | Francis Leplay       | Rainer Fritzsche  |
| Laetitia        | Agathe Bonitzer      | Luisa Wietzorek   |

## Auszeichnungen
Zwischen allen Stühlen wurde 2013 in den Kategorien Bester Hauptdarsteller (Jean-Pierre Bacri) und Bester Nebendarsteller (Claude Rich) für einen César nominiert.